# Bàss paradis
Bàss Paradis è il secondo disco dei Mau Mau mixato ai Real World Studios di Bath, gli storici studi di registrazione di Peter Gabriel.

## Il disco
Sulla falsariga del primo album, Luca Morino e Fabio Barovero tornano ai Real World Studios per mettere insieme un'altra serie di canzoni il cui tema dominante sono gli umili costretti a viaggiare e a star lontani da casa alla ricerca, spesso vana, di una vita dignitosa. È tutta quella classe che il gruppo inserisce in un basso paradiso che cerca di rallegrare con i festosi ritmi di casa. Il tutto nel segno del cantiamo a squarciagola per informare o dimenticare.
In alcuni tratti dell'opera, come in Rataoj e An Viagi  si intravede lo stile da chansonnier. in altre predominano i ritmi caotici e festosi. Penso in particolare alla travolgente Adorè e a Makè Manà.

## Formazione

### Band
- Luca Morino: voce e chitarra
- Fabio Barovero: fisarmonica e tastiere
- Tatè Nsongan: voce e percussioni
- Davide Rossi: violino
- Davide Graziano: batteria e percussioni
- Andrea Ceccon: tromba
- Esmeralda Sciascia: cori

### Musicisti di supporto
- Irian Lopez Rodriguez: shekerè
- Olubatà: shekerè
- Massamba Diop: tama
- Ares Tavolazzi: contrabbasso
- Valerio Perla: congas
- Richard Evans: mixer e mandola
- Valerio Corzani: tub bass
- Martin Funkbone Wehner: trombone
- Bunna: chitarra
- Valter Valerio: tromba
- Pippo Monaro: basso
- Carlo Ubaldo Rossi: harmonium e tam-tam
- Caterina Deregibus: cori
- Gianluca Senatore: banjo
- Lucio Graziano: percussioni
- Giancarlo Biula Biolatti: percussioni

## Tracce
1. Mauloop (seh one love) –  0:50
2. Bàss Paradis –  3:59
3. An Viagi –  5:02
4. Balon Combo –  4:51
5. Ratatoj –  3:11
6. Makè Manà –  5:23
7. La Via Salata –  3:21
8. Razza Predona –  3:22
9. La Mia Furia –  1:25
10. Adorè –  4:20
11. Mauloop –  4:23
12. Carlëvera –  3:34
13. Sambera –  1:39

Tutte le canzoni sono scritte da Fabio Barovero e Luca Morino, tranne Carlëvera scritta da Y. Tropicalia, R. Zulu e Luca Morino.

## Singoli Estratti
- Adorè